# Roman Zbigniew Piotrowski

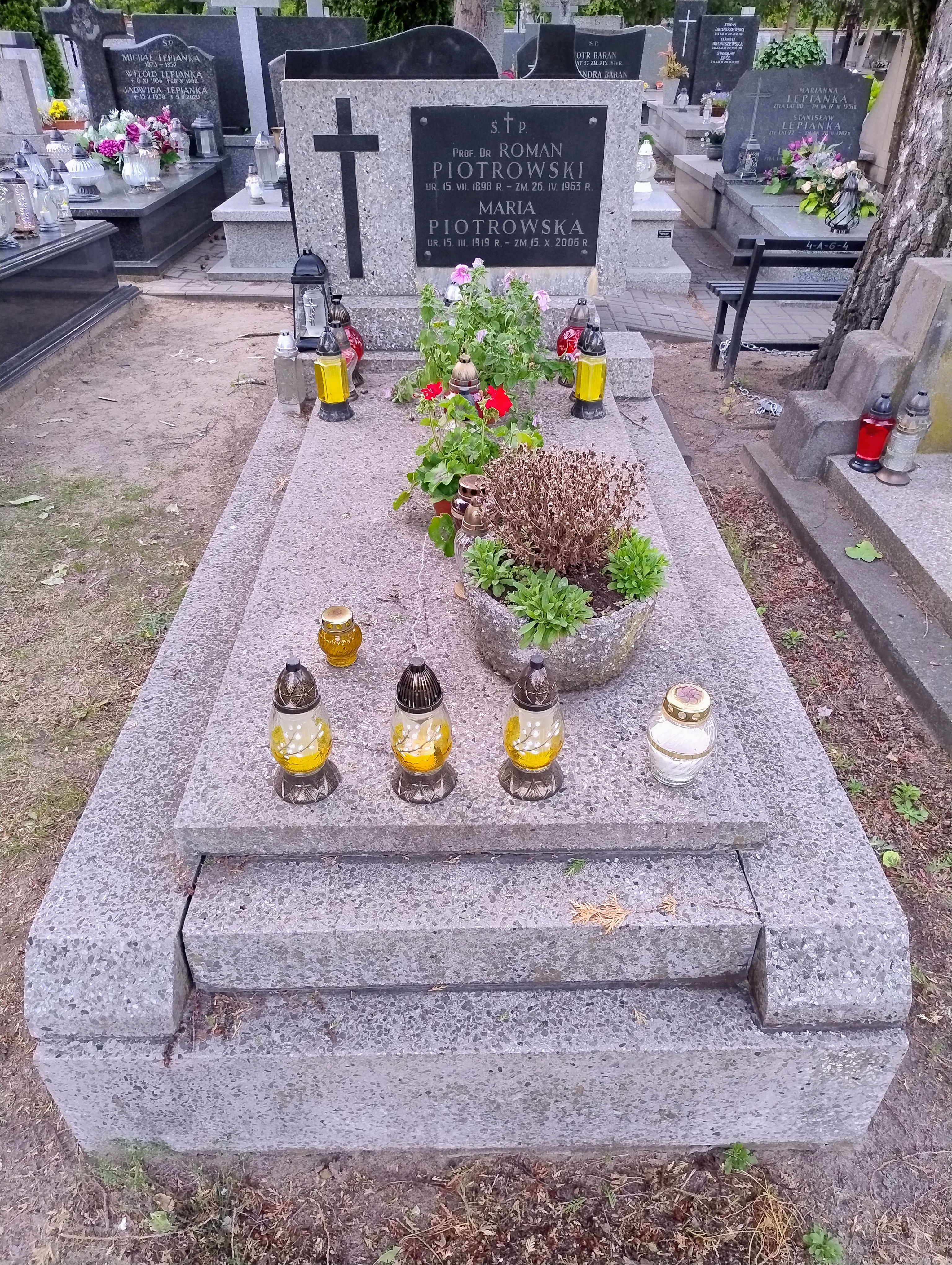
Grób Romana Piotrowskiego

Roman Zbigniew Piotrowski (ur. 15 lipca 1898 we Lwowie, zm. 26 kwietnia 1963 w Warszawie) – polski prawnik, znawca prawa handlowego i międzynarodowego, wykładowca na Uniwersytecie Jana Kazimierza we Lwowie, profesor Uniwersytetu Warszawskiego.

## Życiorys
Był synem Józefa (zm. 1939), historyka sztuki i konserwatora zabytków oraz Marii z Rozdolskich, nauczycielki, bratem Stanisława. Uczył się w VII Gimnazjum Klasycznym we Lwowie, gdzie w czerwcu 1916 zdał maturę.
W latach 1916–1918 odbywał służbę wojskową w armii austriackiej jako chorąży. Od 1 stycznia 1919 do 1 listopada 1921 służył Wojsku Polskim. 8 stycznia 1924 został zatwierdzony w stopniu porucznika ze starszeństwem z 1 czerwca 1919 i 3972. lokatą w korpusie oficerów rezerwy piechoty. Posiadał przydział w rezerwie do 9 Pułku Piechoty Legionów w Zamościu.
Już w tym okresie rozpoczął studia na Wydziale Prawa Uniwersytetu Lwowskiego. W roku 1923 otrzymał magisterium i następnie był do roku 1933 starszym asystentem przy katedrze prawa handlowego na tymże uniwersytecie. W roku 1924 uzyskał stopień doktora i równolegle z pracą na uniwersytecie odbył aplikację w Sądzie Okręgowym Lwowskim. W latach 1927–1930 był sędzią okręgowym w Wydziale Handlowym Sądu Okręgowego Cywilnego we Lwowie. W roku akademickim 1929/30 studiował na uniwersytecie w Berlinie, w roku 1930/31 w bibliotekach Paryża i Rzymu, a w roku akademickim 1931/32 w London School of Economics. Wynikiem tych studiów była książka Cartels and trusts. The economic and legal aspects (London 1933), której nieco zmienione wydanie polskie pt. Kartele i trusty. Ich geneza i rozwój historyczny pod względem ekonomicznym i prawnym ukazało się w tym samym roku w Warszawie.
Po powrocie z zagranicy Piotrowski habilitował się w czerwcu 1933 z prawa handlowego i międzynarodowego na Uniwersytecie Jana Kazimierza we Lwowie. Wówczas też przeniósł się do Warszawy i podjął pracę w Ministerstwie Przemysłu i Handlu (MPiH). Zajmował się tam – zgodnie ze swym przygotowaniem – sprawami kartelowymi, prowadząc w randze radcy aż do wybuchu wojny referat kartelowy, do którego zadań należało m.in. współdziałanie z zainteresowanymi jednostkami w sprawie polityki kartelowej, opiniowanie różnych wniosków dotyczących karteli, reprezentowanie interesów państwa przed Sądem Kartelowym i sądami karnymi. Nie udało się ustalić, w jakim stopniu Piotrowski wywierał wpływ na kształtowanie polityki kartelowej rządu. Był w każdym razie jej wykonawcą i koordynatorem. Prawdopodobnie brał istotny udział w opracowywaniu wniosków MPiH tyczących się rozwiązania kartelu cementowego i karbidowego. Z tego też zakresu ogłosił wiele interesujących książek i broszur, m.in. Sprawa kartelu karbidowego (Warszawa 1934), Wątpliwości przy wpisach do rejestru kartelowego („Pol. Gosp.” 1934 i odb., Warszawa 1934), Ustne umowy kartelowe a rygor pisemności w polskiej ustawie kartelowej (Warszawa 1934), Kilka uwag o branżowych związkach przemysłowych i rzemieślniczych („Księga pamiątkowa ku czci Leopolda Caro”, Lwów 1935 i odb., Warszawa 1935), Zysk spekulacyjny („Księga pamiątkowa ku czci Leona Pinińskiego”, Lwów 1936 II i odb., Lwów 1937), Wspólnota interesów w świetle praktyki Sądu Kartelowego (Warszawa 1936), Kartelowe spółki z ograniczoną odpowiedzialnością w praktyce Najwyższego Trybunału Administracyjnego (Katowice 1938), Reforma cechów (Warszawa 1938, odb. z „Gosp. Narod.”), System nowego polskiego prawa kartelowego (Warszawa 1939).
Drukował też liczne artykuły w „Czasopiśmie Sędziowskim”, „Gospodarce Narodowej” i in. Już po rozpoczęciu pracy w MPiH Piotrowski, po przeniesieniu w czerwcu 1934 habilitacji na Uniwersytet Warszawski, został tu docentem, wykładał prawo wekslowe i gospodarcze. W końcu sierpnia 1938 uzyskał tytuł profesora nadzwyczajnego i objął katedrę prawa handlowego i wekslowego na Uniwersytecie Warszawskim. Równocześnie w latach 1937–1939 wykładał prawo gospodarcze na Studium Dyplomatycznym Uniwersytetu Jana Kazimierza we Lwowie.
We wrześniu 1939 Piotrowski został zmobilizowany do wojska. Po skończeniu kampanii wrześniowej znalazł się w Rumunii, a stamtąd przez Jugosławię i Włochy dotarł do Francji, gdzie od listopada 1939 do czerwca 1940 służył w armii polskiej. Następnie ewakuował się do Wielkiej Brytanii i od lipca 1940 do lipca 1941 służył w I Brygadzie Strzelców, gdzie pełnił funkcje tłumacza i adiutanta Brygady gen. Gustawa Paszkiewicza. Z wojska przeszedł do pracy w Ministerstwie Prac Kongresowych Rządu RP w Londynie. Był tam radcą prawnym. Od roku 1943 do roku 1946 łączył pracę w Ministerstwie z profesurą prawa handlowego, gospodarczego i procedury cywilnej na Polskim Wydziale Prawa uniwersytetu w Oksfordzie. Napisał wówczas po angielsku dwie większe prace: o Karcie Atlantyckiej i studium historyczno-prawne o Karyntii jako ziemi słowiańskiej, które nie ukazały się drukiem. Działał też w International Law Association; był jego członkiem od roku 1929.
Po zakończeniu wojny Piotrowski szybko zdecydował się na powrót do kraju, ale ze względu na zajęcia w Wielkiej Brytanii przyjechał do Polski dopiero w styczniu 1946. Został wówczas mianowany członkiem-zastępcą delegata polskiego przy Międzynarodowym Trybunale Wojskowym w Norymberdze i zastępcą członka delegacji polskiej w Międzynarodowej Komisji Zbrodni Wojennych w Londynie. Funkcje te pełnił do grudnia 1947. W tym okresie pisał pracę, która też nie wyszła drukiem, o stosunku Słowian do Europy Zachodniej. W grudniu 1947 wrócił do Warszawy i podjął pracę na Uniwersytecie Warszawskim jako profesor nadzwyczajny prawa handlowego oraz w Ministerstwie Przemysłu i Handlu, a od roku 1949 w Ministerstwie Handlu Zagranicznego jako radca prawny. W tym okresie ogłosił tylko jeden skrypt pt. Przewodnik do nauki prawa rzeczowego (Warszawa 1956) oraz redagował „Prawo handlowe i przemysłowe wraz z przepisami związkowymi według stanu prawnego na dzień 15 IX 1958” (Warszawa 1958). Publikował artykuły w wielu czasopismach, m.in. W „Demokratycznym Przeglądzie Prawniczym”, „Przeglądzie Ustawodawstwa Gospodarczego”, „Handlu Zagranicznym”, „Foreign Trade”, „Nowym Prawie”, „Prawie i życiu”, „Państwie i Prawie”, „The New Yugoslaw Law” oraz w „The Journal of Business Law” (w tym ostatnim był od roku 1958 korespondentem zagranicznym). Jako radca prawny Ministerstwa Handlu Zagranicznego reprezentował, ze względu na swą doskonałą znajomość kapitalistycznego prawa handlowego i cywilnego, stronę polską w licznych sprawach sądowych za granicą (m.in. W RFN, Jugosławii, Indiach, Wielkiej Brytanii).
Od stycznia 1948 był wiceprezesem Zarządu Głównego Polskiego Towarzystwa Grecji Demokratycznej; w tym samym okresie zaczął pracę jako kierownik Referatu Naukowego Komitetu Słowiańskiego w Polsce. Zmarł 26 kwietnia 1963 w Warszawie, pochowany został w Marysinie Wawerskim. Odznaczony był Złotym Krzyżem Zasługi.
Ożeniony od roku 1949 z Marią Łyskawa; miał czterech synów: Krzysztofa (ur. 1950), Jana Mariana (ur. 1951), Romana Andrzeja (ur. 1955) i Stefana Jerzego (1957).